# Carl Schuler von Senden

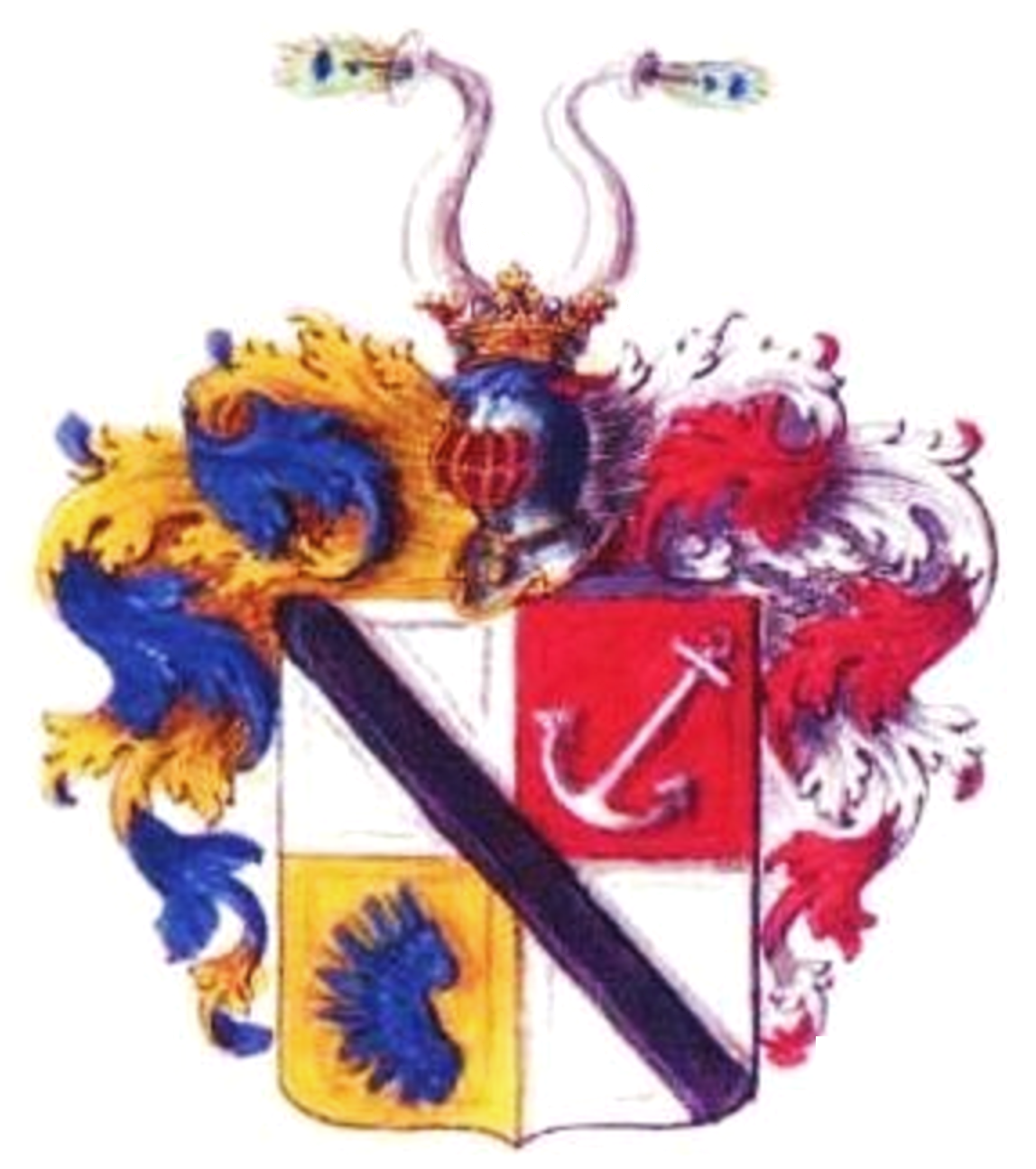
Wappen der Schüler genannt von Sehnden (1784)

August Carl Bernhard Schuler von Senden (* 14. Januar 1752 in Schöppenstedt im Landkreis Wolfenbüttel; † 29. August 1833 in Radschütz im Kreis Steinau in Schlesien) war Großherzoglich-hessischer Minister und Gesandter sowie Präsident des Oberappellationsgerichts Darmstadt.

## Leben

### Herkunft und Familie
Carl Schuler von Senden entstammte dem Adelsgeschlecht Schuler von Senden und war ein Sohn des preußischen Legationsrats und Gerichtsschultheißen Johannes Friedrich Ernst Schuler gen. von Senden (1714–1781) und dessen Ehefrau Marie Sophie Elisabeth Spieß. Dieser hatte nach den Ahnen seiner Mutter, der Celler Ratsfamilie von Sehnden, den Namen Schuler von Senden angenommen.
Am 25. April 1782 heiratete Carl in Braunschweig seine Cousine Wilhelmine Charlotte Johanne Spies (1753–1791, Tochter des Ernst Spies und der Dorothea Voigt).
Nach Wilhelmines Tod heiratete er sechs Jahre später Margarethe Beate Henriette Vitzthum von Eckstädt (1775–1848, Erbtochter des Gutshof Radschütz in Schlesien), mit der er die Kinder Franziska Mathilde (1802–1854, ∞ Wilhelm Ulrich von Thun), Ludwig Ernst (1804–1883, ∞ Agnes von Kölichen) und Carl (1808–1879, Regierungspräsident) hatte.
Sein Bruder Friedrich (1753–1827) war preußischer General.

### Wirken
Carl studierte 1769 am Collegium Carolinum in Braunschweig Rechtswissenschaften, wechselte 1774 an die Universität Helmstedt und immatrikulierte sich ein Jahr später an der Georg-August-Universität Göttingen. Nach einem Praktikum am Reichskammergericht in Wetzlar kam er als Hofgerichtsassessor und Sekretär des Herzogs Ferdinand von Braunschweig an den Hof in Braunschweig.
Am 2. November 1784 ließ er sich mit dem Namen „Schüler gen. von Sehnden“ den Adelsstand „erneuern“ und wurde noch im selben Jahr durch König Friedrich II. als Assessor an das Reichskammergericht geholt. Bis 1803 wirkte er dort sehr erfolgreich.
Im Anschluss an diese Tätigkeit war er ein Jahr lang Fürstlich-hessischer Gesandter am königlich-preußischen Hof in Berlin.
Von 1815 bis 1833 war er Großherzoglich-hessischer Minister und abermals Gesandter in Berlin.
1777 wurde er Mitglied der Braunschweiger Freimaurerloge Carl zur gekrönten Säule und in Wetzlar gehörte er zur Loge Joseph zu den drei Helmen.

### Ehrungen und Auszeichnungen
- Hessischer Orden vom Goldenen Löwen[2]
- Großkreuz des Hessischen Ludwigsordens